# De Drie Delfzijlen

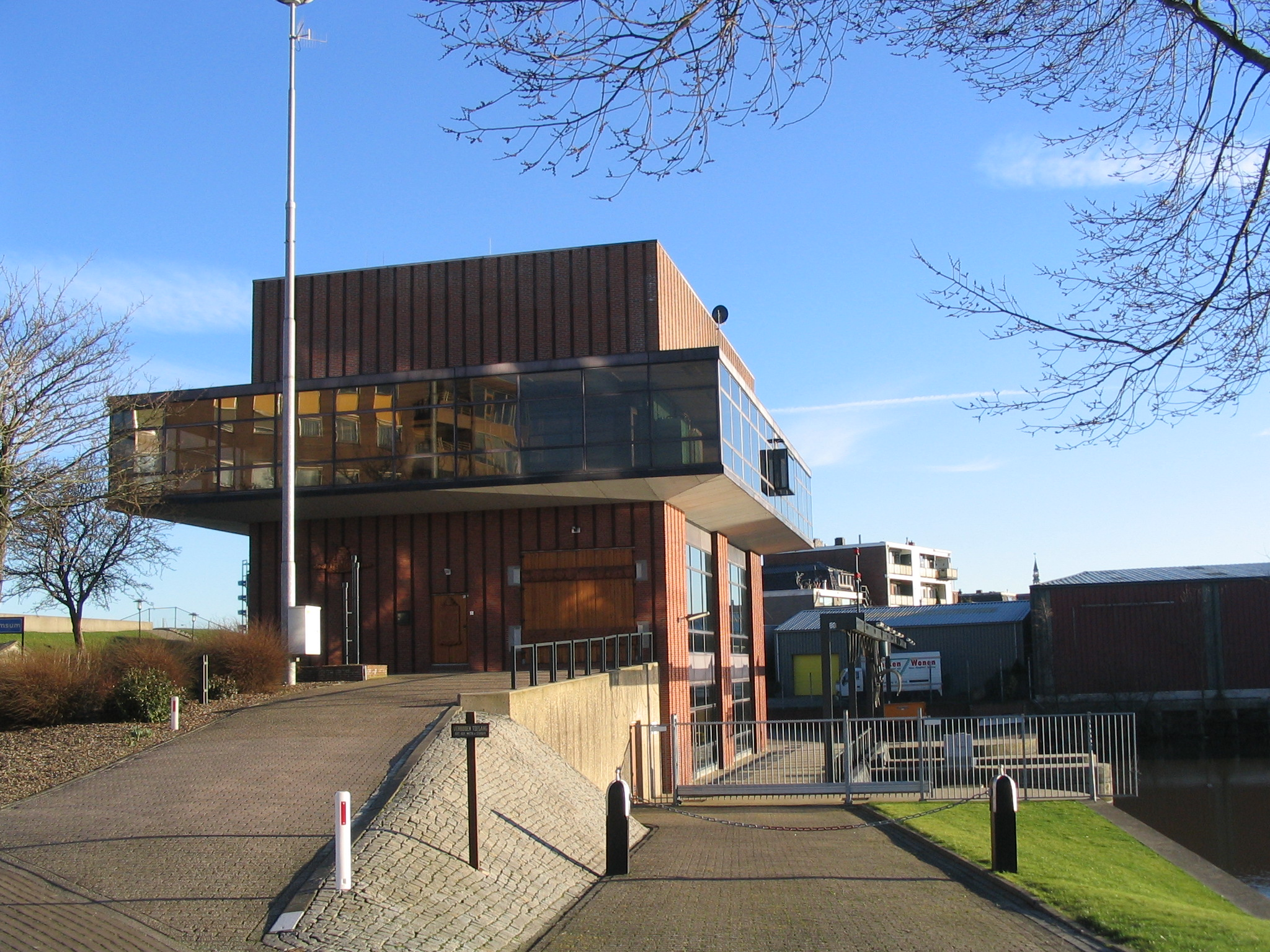
De Drie Delfzijlen (2008)

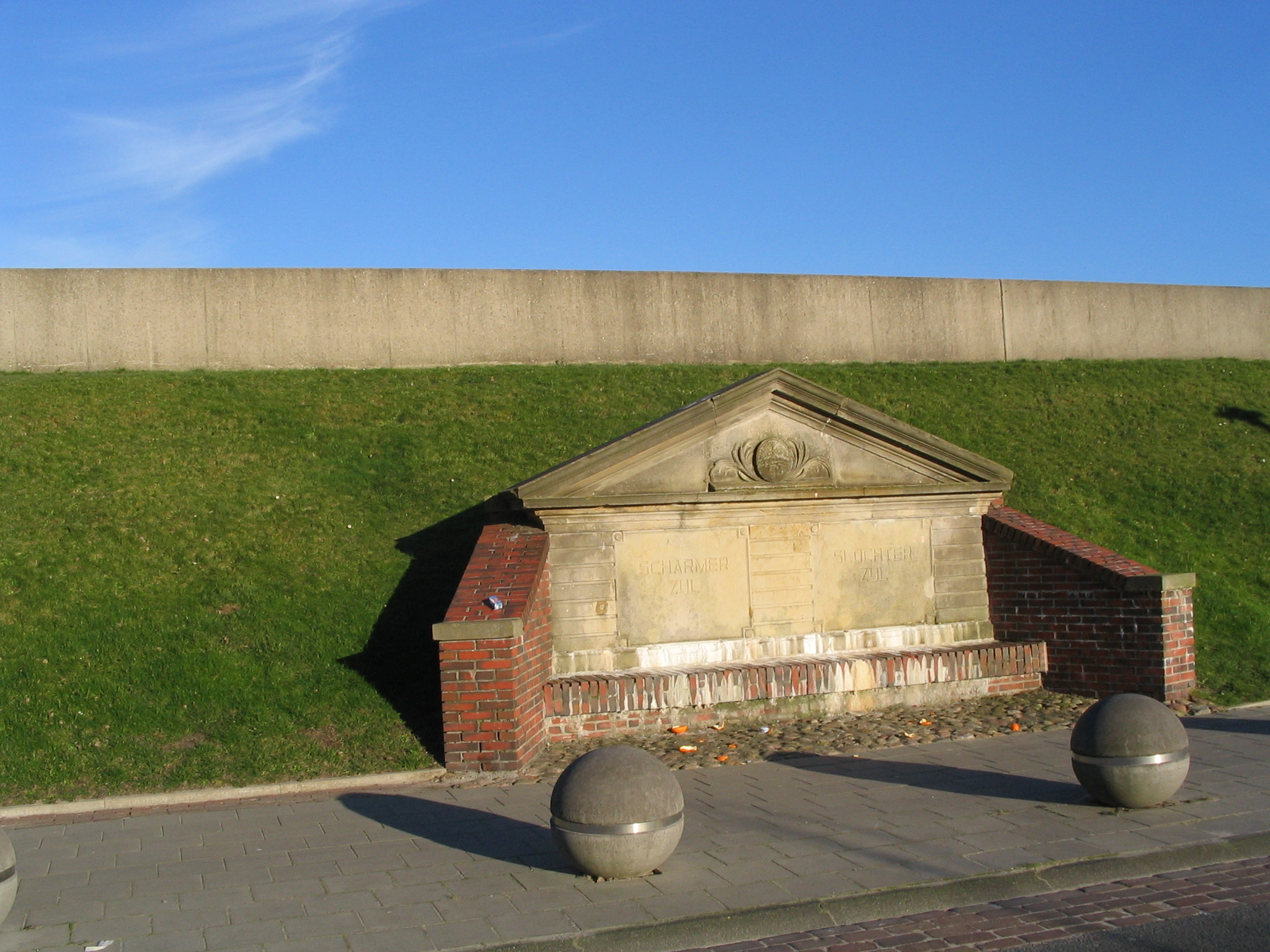
De steen die aangeeft waar eens de Scharmer- en Slochtertzijl lagen (2008)

De Drie Delfzijlen is het grote boezemgemaal in het Damsterdiep in Delfzijl, in de Nederlandse provincie Groningen.
De naam van het gemaal verwijst naar de oorspronkelijke drie zijlen (het Dorpsterzijl, het Slochterzijl en het Scharmerzijl) waarnaar ook het zijlvest (het Generale Zijlvest der Drie Delfzijlen) was genoemd.
Het boezemgemaal slaat overtollig water uit van de achterliggende Fivelingo-boezem. Het boezemgebied Fivelingo is 16.200 ha groot. Het water gaat via De Drie Delfzijlen de Zeehaven in en stroomt verder naar de Eemsmonding. Voor het aanvoerkanaal, het Damsterdiep, geldt een streefpeil van Normaal Amsterdams Peil (NAP) –1,33 m. In het vaarseizoen wordt voor de recreatievaart de waterstand met ongeveer 10 centimeter verhoogd.
Overtollig boezemwater wordt zo veel mogelijk onder vrij verval geloosd via de spuikokers. Dit kan alleen als de waterstand op zee voldoende laag is. Bij een te hoge waterstand worden één of meer van de drie schroefpompen van het gemaal aan gezet.
Het gemaal heeft een capaciteit van 1500 m³/min.